# Cañada de Benatanduz
Cañada de Benatanduz (aragónul Canyada de Benatanduz) település Spanyolországban, Teruel tartományban. Cañada de Benatanduz Pitarque, Villarluengo, Cantavieja és Fortanete községekkel határos. Lakosainak száma 39 fő (2024).

## Népesség
A település népessége az utóbbi években az alábbiak szerint változott:
| Lakosok száma | 64   | 64   | 49   | 48   | 39   | 41   | 42   | 36   | 35   | 39   |
|               | 2001 | 2004 | 2007 | 2009 | 2012 | 2014 | 2017 | 2019 | 2022 | 2024 |